# BAFTA (премия, 2014)
67-я церемония вручения наград премии BAFTA за заслуги в области кинематографа за 2013 год состоялась 16 февраля 2014 года в Королевском театре Ковент-Гарден в Лондоне. Номинанты были объявлены Люком Эвансом и Хелен Маккрори 8 января 2014 года.

## Список лауреатов и номинантов
| Победители выделены отдельным цветом. |

### Основные категории
| Категории                                | Лауреаты и номинанты                                                                        |
| ---------------------------------------- | ------------------------------------------------------------------------------------------- |
| Лучший фильм                             | • «12 лет рабства» — Энтони Катагас, Брэд Питт, Деде Гарднер, Джереми Клейнер, Стив Маккуин |
| Лучший фильм                             | • «Афера по-американски»                                                                    |
| Лучший фильм                             | • «Капитан Филлипс»                                                                         |
| Лучший фильм                             | • «Гравитация»                                                                              |
| Лучший фильм                             | • «Филомена»                                                                                |
| Лучший британский фильм                  | • «Гравитация» — Альфонсо Куарон, Дэвид Хейман, Хонас Куарон                                |
| Лучший британский фильм                  | • «Мандела: Долгий путь к свободе»                                                          |
| Лучший британский фильм                  | • «Филомена»                                                                                |
| Лучший британский фильм                  | • «Гонка»                                                                                   |
| Лучший британский фильм                  | • «Спасти мистера Бэнкса»                                                                   |
| Лучший британский фильм                  | • «Эгоистичный великан»                                                                     |
| Лучший не англоязычный фильм             | • «Великая красота» (режиссёр — Паоло Соррентино, страна — Италия)                          |
| Лучший не англоязычный фильм             | • «Жизнь Адель» (режиссёр — Абделатиф Кешиш, страна — Франция)                              |
| Лучший не англоязычный фильм             | • «Акт убийства» (режиссёр — Джошуа Оппенхаймер, страна — Дания, Норвегия, Великобритания)  |
| Лучший не англоязычный фильм             | • «Ваджда» (режиссёр — Хаифа аль-Мансур, страна — Саудовская Аравия, Германия)              |
| Лучший не англоязычный фильм             | • «Метро Манила» (режиссёр — Шон Эллис, страна — Великобритания, Филиппины)                 |
| Лучшая режиссёрская работа               | • Альфонсо Куарон — «Гравитация»                                                            |
| Лучшая режиссёрская работа               | • Стив Маккуин — «12 лет рабства»                                                           |
| Лучшая режиссёрская работа               | • Дэвид Оуэн Расселл — «Афера по-американски»                                               |
| Лучшая режиссёрская работа               | • Пол Гринграсс — «Капитан Филлипс»                                                         |
| Лучшая режиссёрская работа               | • Мартин Скорсезе — «Волк с Уолл-стрит»                                                     |
| Лучшая мужская роль                      | • Чиветел Эджиофор — «12 лет рабства»                                                       |
| Лучшая мужская роль                      | • Кристиан Бейл — «Афера по-американски»                                                    |
| Лучшая мужская роль                      | • Брюс Дерн — «Небраска»                                                                    |
| Лучшая мужская роль                      | • Леонардо Ди Каприо — «Волк с Уолл-стрит»                                                  |
| Лучшая мужская роль                      | • Том Хэнкс — «Капитан Филлипс»                                                             |
| Лучшая женская роль                      | • Кейт Бланшетт — «Жасмин»                                                                  |
| Лучшая женская роль                      | • Эми Адамс — «Афера по-американски»                                                        |
| Лучшая женская роль                      | • Сандра Буллок — «Гравитация»                                                              |
| Лучшая женская роль                      | • Джуди Денч — «Филомена»                                                                   |
| Лучшая женская роль                      | • Эмма Томпсон — «Спасти мистера Бэнкса»                                                    |
| Лучшая мужская роль второго плана        | • Бархад Абди — «Капитан Филлипс»                                                           |
| Лучшая мужская роль второго плана        | • Даниэль Брюль — «Гонка»                                                                   |
| Лучшая мужская роль второго плана        | • Брэдли Купер — «Афера по-американски»                                                     |
| Лучшая мужская роль второго плана        | • Мэтт Деймон — «За канделябрами»                                                           |
| Лучшая мужская роль второго плана        | • Майкл Фассбендер — «12 лет рабства»                                                       |
| Лучшая женская роль второго плана        | • Дженнифер Лоуренс — «Афера по-американски»                                                |
| Лучшая женская роль второго плана        | • Салли Хокинс — «Жасмин»                                                                   |
| Лучшая женская роль второго плана        | • Лупита Нионго — «12 лет рабства»                                                          |
| Лучшая женская роль второго плана        | • Джулия Робертс — «Август: Графство Осейдж»                                                |
| Лучшая женская роль второго плана        | • Опра Уинфри — «Дворецкий»                                                                 |
| Лучший анимационный полнометражный фильм | • «Холодное сердце» — Крис Бак, Дженнифер Ли                                                |
| Лучший анимационный полнометражный фильм | • «Гадкий я 2» — Крис Рено, Пьер Коффен                                                     |
| Лучший анимационный полнометражный фильм | • «Университет монстров» — Дэн Сканлон                                                      |
| Лучший адаптированный сценарий           | • «Филомена» — Стив Куган, Джефф Поп                                                        |
| Лучший адаптированный сценарий           | • «12 лет рабства» — Джон Ридли                                                             |
| Лучший адаптированный сценарий           | • «За канделябрами» — Ричард Лагравенезе                                                    |
| Лучший адаптированный сценарий           | • «Капитан Филлипс» — Билли Рэй                                                             |
| Лучший адаптированный сценарий           | • «Волк с Уолл-стрит» — Теренс Уинтер                                                       |
| Лучший оригинальный сценарий             | • «Афера по-американски» — Эрик Уоррен Сингер, Дэвид Оуэн Расселл                           |
| Лучший оригинальный сценарий             | • «Жасмин» — Вуди Аллен                                                                     |
| Лучший оригинальный сценарий             | • «Гравитация» — Альфонсо Куарон, Хонас Куарон                                              |
| Лучший оригинальный сценарий             | • «Внутри Льюина Дэвиса» — Джоэл Коэн, Итан Коэн                                            |
| Лучший оригинальный сценарий             | • «Небраска» — Боб Нельсон                                                                  |

### Другие категории
| Категории                                                              | Лауреаты и номинанты                                                                                   |
| ---------------------------------------------------------------------- | --- |
| Лучшая музыка к фильму                                                 | • «Гравитация» — Стивен Прайс                                                                          |
| Лучшая музыка к фильму                                                 | • «12 лет рабства» — Ханс Циммер                                                                       |
| Лучшая музыка к фильму                                                 | • «Капитан Филлипс» — Генри Джекман                                                                    |
| Лучшая музыка к фильму                                                 | • «Спасти мистера Бэнкса» — Томас Ньюман                                                               |
| Лучшая музыка к фильму                                                 | • «Воровка книг» — Джон Уильямс                                                                        |
| Лучшая операторская работа                                             | • «Гравитация» — Эммануэль Любецки                                                                     |
| Лучшая операторская работа                                             | • «12 лет рабства» — Шон Боббитт                                                                       |
| Лучшая операторская работа                                             | • «Капитан Филлипс» — Барри Экройд                                                                     |
| Лучшая операторская работа                                             | • «Внутри Льюина Дэвиса» — Брюно Дельбоннель                                                           |
| Лучшая операторская работа                                             | • «Небраска» — Фидон Папамайкл                                                                         |
| Лучшие визуальные эффекты                                              | • «Гравитация» — Тим Уэббер, Крис Лоуренс, Дэвид Ширк, Нил Корбоулд, Никки Пенни                       |
| Лучшие визуальные эффекты                                              | • «Железный человек 3» — Брайан Грилл, Кристофер Таунсенд, Гай Уильямс, Дэн Судик                      |
| Лучшие визуальные эффекты                                              | • «Тихоокеанский рубеж» — Хэл Т. Хикель, Джон Нолл, Линди Декваттро, Найджел Самнер                    |
| Лучшие визуальные эффекты                                              | • «Стартрек: Возмездие» — Бен Гроссманн, Бёрт Далтон, Патрик Табач, Роджер Гайетт                      |
| Лучшие визуальные эффекты                                              | • «Хоббит: Пустошь Смауга» — Джо Леттери, Эрик Сэйндон, Дэвид Клейтон, Эрик Рейнольдс                  |
| Лучший грим и укладка волос                                            | • «Афера по-американски» — Эвелин Нораз, Лори Маккой-Белл, Кэтрин Гордон                               |
| Лучший грим и укладка волос                                            | • «За канделябрами» — Кейт Биско, Мари Ларкин                                                          |
| Лучший грим и укладка волос                                            | • «Дворецкий» — Дебра Денсон, Беверли Джо Прайор, Кэндес Нил                                           |
| Лучший грим и укладка волос                                            | • «Великий Гэтсби» — Маурицио Сильви, Керри Уорн                                                       |
| Лучший грим и укладка волос                                            | • «Хоббит: Пустошь Смауга» — Питер Свордс Кинг, Ричард Тейлор, Рик Файндлетер                          |
| Лучший дизайн костюмов                                                 | • «Великий Гэтсби» — Кэтрин Мартин                                                                     |
| Лучший дизайн костюмов                                                 | • «Афера по-американски» — Майкл Уилкинсон                                                             |
| Лучший дизайн костюмов                                                 | • «За канделябрами» — Эллен Мирожник                                                                   |
| Лучший дизайн костюмов                                                 | • «Спасти мистера Бэнкса» — Дэниел Орланди                                                             |
| Лучший дизайн костюмов                                                 | • «Невидимая женщина» — Майкл О’Коннор                                                                 |
| Лучшая работа художника-постановщика                                   | • «Великий Гэтсби» — Кэтрин Мартин, Беверли Данн                                                       |
| Лучшая работа художника-постановщика                                   | • «12 лет рабства» — Адам Штокхаузен, Элис Бейкер                                                      |
| Лучшая работа художника-постановщика                                   | • «Афера по-американски» — Джуди Беккер, Хэзер Лоффлер                                                 |
| Лучшая работа художника-постановщика                                   | • «За канделябрами» — Говард Каммингс                                                                  |
| Лучшая работа художника-постановщика                                   | • «Гравитация» — Энди Николсон, Рози Гудвин, Джоан Вудлард                                             |
| Лучший монтаж                                                          | • «Гонка» — Дэн Хенли, Майк Хилл                                                                       |
| Лучший монтаж                                                          | • «12 лет рабства» — Джо Уокер                                                                         |
| Лучший монтаж                                                          | • «Капитан Филлипс» — Кристофер Роуз                                                                   |
| Лучший монтаж                                                          | • «Гравитация» — Альфонсо Куарон, Марк Сэнгер                                                          |
| Лучший монтаж                                                          | • «Волк с Уолл-стрит» — Тельма Скунмейкер                                                              |
| Лучший звук                                                            | • «Гравитация» — Гленн Фримантл, Скип Ливсей, Кристофер Бенстид, Нив Адири, Крис Мунро                 |
| Лучший звук                                                            | • «Не угаснет надежда» — Ричард Химнс, Стив Боэддекерр, Брэндон Проктор, Мика Блумберг, Джиллиан Артур |
| Лучший звук                                                            | • «Капитан Филлипс» — Крис Бёрдон, Марк Тейлор, Майк Прествуд Смит, Крис Мунро, Оливер Тарни           |
| Лучший звук                                                            | • «Внутри Льюина Дэвиса» — Питер Ф. Карлэнд, Скип Ливсей, Грег Орлофф, Пол Армсон                      |
| Лучший звук                                                            | • «Гонка» — Дэнни Хэмбрук, Мартин Стейер, Стефан Корте, Маркус Стемлер, Франк Крузе                    |
| Лучший анимационный короткометражный фильм                             | • Sleeping With The Fishes — Джеймс Уокер, Сара Вулнер, Юсиф Аль-Халифа                                |
| Лучший анимационный короткометражный фильм                             | • Everything I Can See From Here — Бьорн-Эрик Ашим, Фредерик Николаус, Сэм Тейлор                      |
| Лучший анимационный короткометражный фильм                             | • I Am Tom Moody — Энсли Хендерсон                                                                     |
| Лучший короткометражный фильм                                          | • Room 8 — Джеймс В. Гриффитс, Софи Веннер                                                             |
| Лучший короткометражный фильм                                          | • Keeping Up With The Joneses — Меган Рубенс, Майкл Пирс, Селина Лим                                   |
| Лучший короткометражный фильм                                          | • Orbit Ever After — Чи-Лэн Чан, Джейми Стоун, Лен Роулс                                               |
| Лучший короткометражный фильм                                          | • Island Queen — Бен Маллаби, Нэт Люртсема                                                             |
| Лучший короткометражный фильм                                          | • Sea View — Анна Даффилд, Джейн Линфут                                                                |
| Лучший документальный фильм                                            | • Акт убийства / The Act of Killing (Джошуа Оппенхаймер)                                               |
| Лучший документальный фильм                                            | • Ложь Армстронга / The Armstrong Lie (Алекс Гибни)                                                    |
| Лучший документальный фильм                                            | • Чёрный плавник / Blackfish (Габриэла Каупертвэйте)                                                   |
| Лучший документальный фильм                                            | • Вермеер Тима / Tim’s Vermeer (Теллер, Пенн Джиллетт, Фарли Циглер)                                   |
| Лучший документальный фильм                                            | • Мы крадём секреты: История WikiLeaks / We Steal Secrets: The Story Of Wikileaks (Алекс Гибни)        |
| Премия за лучший дебют британского сценариста, режиссёра или продюсера | • Киран Эванс (режиссёр, сценарист) — «Келли + Виктор»                                                 |
| Премия за лучший дебют британского сценариста, режиссёра или продюсера | • Колин Карберри, Гленн Паттерсон (сценаристы) — «Хорошие вибрации»                                    |
| Премия за лучший дебют британского сценариста, режиссёра или продюсера | • Келли Марсел (сценарист) — «Спасти мистера Бэнкса»                                                   |
| Премия за лучший дебют британского сценариста, режиссёра или продюсера | • Пол Райт (режиссёр), Полли Стоукс (продюсер) — «За тех, кто в море»                                  |
| Премия за лучший дебют британского сценариста, режиссёра или продюсера | • Скотт Грэхэм (режиссёр, сценарист) — «Шелл»                                                          |
| Восходящая звезда                                                      | • Уилл Поултер                                                                                         |
| Восходящая звезда                                                      | • Леа Сейду                                                                                            |
| Восходящая звезда                                                      | • Лупита Нионго                                                                                        |
| Восходящая звезда                                                      | • Дейн Дехан                                                                                           |
| Восходящая звезда                                                      | • Джордж Маккей                                                                                        |

## Специальные награды

### BAFTA Academy Fellowship Award
- Хелен Миррен

### Премия BAFTA за выдающийся британский вклад в кинематограф
- Питер Гринуэй